# Copa Aerosur
La Copa Aerosur fue un torneo de fútbol de carácter amistoso que se realizaba en Bolivia disputado en 9 ocasiones entre 2003 y 2011. El torneo contaba con el auspicio de la línea aérea Aerosur. Participando en este clubes de la Primera División y las asociaciones departamentales. 
El premio para el ganador consistía en pasajes gratis en la aerolínea patrocinadora, en vuelos nacionales a las sedes de todos los partidos disputados en la Liga de la siguiente temporada y 10 000 dólares americanos. Los semifinalistas recibían 5.000 dólares americanos y el 75% de descuento en los pasajes, mientras que el resto de los participantes recibieron un 50% de descuento en pasajes siempre y cuando llevasen el logo de la aerolínea patrocinadora en sus uniformes.
Este torneo pasó por varias etapas  la idea original fue hacer una Copa AeroSur de campeones, con los equipos ganadores de las anteriores temporadas de la liga,  pero se descartó esa idea y la Copa AeroSur se extendió, no solo tomaba en cuenta a los clubes de la primera división sino que incluyó a equipos de la segunda y tercera división hasta el año 2008.
Posteriormente el año 2006 se creó la Copa Aerosur del Sur, esto se realiza para abaratar los costes de transporte de cada equipo.; los protagonistas más importantes de esta copa paralela fueron: San José, La Paz Fútbol Club, Real Potosí, Universitario y Guabirá. Los premios en ambas copas fueron los mismos.
La Copa Aerosur, así como la Copa Aerosur del Sur adquirieron gran importancia en la afición futbolera del país, no solo porque fueron los primeros dos torneos que abrían la temporada, sino también por las expectativas de observar a los nuevos jugadores y refuerzos contratados por cada equipo.
Desde la edición de 2009 hasta la edición 2011 el torneo se regionaliza en solo tres ciudades La Paz, Cochabamba y Santa Cruz de la Sierra, esto debido a que varios equipos tenían problemas económicos con los costos de transporte principalmente. Por eso se regionaliza a las ciudades donde se jugaban los clásicos más importantes: clásico paceño, el  clásico cruceño y el clásico cochabambino.

## Ediciones
| Temporada | Campeón           | Subcampeón        |
| --------- | ----------------- | ----------------- |
| 2003      | Oriente Petrolero | Wilstermann       |
| 2004      | Wilstermann       | Aurora            |
| 2005      | Oriente Petrolero | Bolívar           |
| 2006      | Blooming          | The Strongest     |
| 2007      | The Strongest     | Oriente Petrolero |
| 2008      | Blooming          | Wilstermann       |
| 2009      | Bolívar           | Wilstermann       |
| 2010      | Bolívar           | Wilstermann       |
| 2011      | Wilstermann       | Aurora            |

## Títulos por equipo
| Club              | Títulos | Subtítulos | Años campeón | Años subcampeón         |
| ----------------- | ------- | ---------- | ------------ | ----------------------- |
| Wilstermann       | 2       | 4          | 2004, 2011.  | 2003, 2008, 2009, 2010. |
| Bolivar           | 2       | 1          | 2009, 2010.  | 2005.                   |
| Oriente Petrolero | 2       | 1          | 2003, 2005.  | 2007.                   |
| Blooming          | 2       | -          | 2006, 2008.  | ----                    |
| The Strongest     | 1       | 1          | 2007.        | 2006.                   |
| Aurora            | -       | 2          | ----         | 2004, 2011.             |

## Títulos por departamento
| Departamento | Títulos | Clubes                               |
| ------------ | ------- | ------------------------------------ |
| Santa Cruz   | 4       | Oriente Petrolero (2), Blooming (2). |
| La Paz       | 3       | Bolívar (2), The Strongest (1).      |
| Cochabamba   | 2       | Wilstermann (2).                     |